# Stor-Fuskbergstjärnen
Stor-Fuskbergstjärnen är en sjö i Timrå kommun i Medelpad och ingår i Indalsälvens huvudavrinningsområde. Sjön är 6,8 meter djup, har en yta på 0,0621 kvadratkilometer och befinner sig 393,8 meter över havet. Sjön avvattnas av vattendraget Fuskbergtjärnsbäcken.

## Delavrinningsområde
Stor-Fuskbergstjärnen ingår i det delavrinningsområde (695855-156033) som SMHI kallar för Mynnar i Fuskingesån. Medelhöjden är 318 meter över havet och ytan är 8,79 kvadratkilometer. Det finns inga avrinningsområden uppströms utan avrinningsområdet är högsta punkten. Fuskbergtjärnsbäcken som avvattnar avrinningsområdet har biflödesordning 5, vilket innebär att vattnet flödar genom totalt 5 vattendrag innan det når havet efter 50 kilometer. Avrinningsområdet består mestadels av skog (90 procent). Avrinningsområdet har 0,12 kvadratkilometer vattenytor vilket ger det en sjöprocent på 1,4 procent.